# Municipio de West End
El municipio de West End (en inglés: West End Township) es un municipio ubicado en el condado de Richland en el estado estadounidense de Dakota del Norte. En el año 2010 tenía una población de 39 habitantes y una densidad poblacional de 0,42 personas por km².

## Geografía
El municipio de West End se encuentra ubicado en las coordenadas 46°19′33″N 97°13′5″O / 46.32583, -97.21806. Según la Oficina del Censo de los Estados Unidos, el municipio tiene una superficie total de 93.55 km², de la cual 93,54 km² corresponden a tierra firme y (0 %) 0 km² es agua.

## Demografía
Según el censo de 2010, había 39 personas residiendo en el municipio de West End. La densidad de población era de 0,42 hab./km². De los 39 habitantes, el municipio de West End estaba compuesto por el 100 % blancos. Del total de la población el 0 % eran hispanos o latinos de cualquier raza.